# Мартинов Дмитро Якович
Дмитро Якович Мартинов (рос. Дмитрий Яковлевич Мартынов; 7 квітня 1906 — 22 жовтня 1989) — радянський астроном, ректор Казанського університету.

## Життєпис
Народився в місті Темрюк.
У 1926 році закінчив Казанський університет. Після закінчення аспірантури з 1930 року працював у Казанському університеті (з 1932 року — професор, у 1931—1951 роках — директор обсерваторії імені В. П. Енгельгардта, у 1951—1954 роках — ректор університету).
З 1954 року працює в Московському університеті (з 1955 — завідувач кафедрою астрофізики, в 1956—1976 — директор Державного астрономічного інституту ім. П. К. Штернберга).
Основні наукові дослідження присвячені планетній астрономії і змінним зіркам, в першу чергу тісним подвійним системам, які Мартинов успішно спостерігав і теоретично інтерпретував. Його робота «Зв'язок між періодом і спектром у затемнених змінних» (1937) поклала початок новому підходу до вивчення компонентів тісних подвійних систем. У ній була показана можливість застосування до таких систем рішення обмеженою завдання трьох тіл (кілька років по тому це здійснив Джерард Койпер, а потім Зденек Копал). Досліджував рух лінії апсид у RU Єдинорога на підставі власних більш ніж 40-річних спостережень.
Автор курсів загальної та практичної астрофізики, один з авторів монографії «Змінні зірки» (т. 1-3, 1937—1947). Головний редактор «Астрономічного циркуляра» (1941—1962), головний редактор журналу «Земля и Вселенная» (з 1965).
Президент Всесоюзного астрономо-геодезичного товариства (1960, 1965, 1970—1975), голова Бюро астрономічних повідомлень АН СРСР (з 1941), голова Комісії з космічної топоніміки АН СРСР (1977), голова секції «Сонячна система» Астрономічної ради АН СРСР (1980—1985), президент Комісії № 5 «Документація» Міжнародного астрономічного союзу (1955—1961).
Заслужений діяч науки Татарської АРСР (1945) і РРФСР (1966). Премія імені Ф. Бредіхіна (1986).
Іменем Мартинова названа мала планета (2376 Мартинов), відкрита Миколою Черних в 1977.